# 4-メトキシ安息香酸モノオキシゲナーゼ (O-脱メチル化)
4-メトキシ安息香酸モノオキシゲナーゼ (O-脱メチル化)（4-methoxybenzoate monooxygenase (O-demethylating)）は、安息香酸分解酵素の一つで、次の化学反応を触媒する酸化還元酵素である。
4-メトキシ安息香酸 + 還元型受容体 + O2 {\displaystyle \rightleftharpoons } 4-ヒドロキシ安息香酸 + ホルムアルデヒド + 受容体 + H2O
この酵素の基質は4-メトキシ安息香酸、還元型受容体とO2で、生成物は4-ヒドロキシ安息香酸、ホルムアルデヒド、受容体とH2Oである。
この酵素は酸化還元酵素に属し、基質に特異的に作用する。酸素は酸化剤として還元されると同時に基質に取り込まれる。組織名は4-methoxybenzoate,hydrogen-donor:oxygen oxidoreductase (O-demethylating)で、別名に4-methoxybenzoate 4-monooxygenase (O-demethylating)、4-methoxybenzoate O-demethylase、p-anisic O-demethylase、piperonylate-4-O-demethylaseがある。